# Пестряк-лис
Пестряк-лис (лат. Siganus vulpinus) — вид лучепёрых рыб из семейства сигановых (Siganidae). Распространены в западной части Тихого океана. Максимальная длина тела 25 см.

## Описание
Тело высокое, овальной формы, сжато с боков, покрыто мелкой циклоидной чешуёй. Щёки обычно полностью покрыты чешуёй, но у некоторых особей чешуя покрывает только небольшой участок между углом рта и нижней частью орбиты глаза. Высота тела укладывается 1,9—2,4 раза в стандартную длину тела. Верхний профиль головы опускается под углом около 45° к горизонтальной оси тела. Профиль головы сильно вогнутый над глазами и у подбородка, поэтому рыло заметно выступает и похоже на лисью морду. В спинном плавнике 13 колючих и 10 мягких лучей. Перед плавником расположена направленная вперёд маленькая колючка, которая часто покрыта кожей. В анальном плавнике 7 колючих и 9 мягких лучей. Жёсткие лучи спинного и анального плавников соединены с ядовитыми железами, которые располагаются у их основания. В брюшных плавниках 2 колючих и 3 мягких луча. В грудных плавниках 16—17 мягких лучей. Хвостовой плавник слабовыемчатый. Позвонков 13. Между боковой линией и основанием спинного плавника проходит 16—20 рядов чешуи.

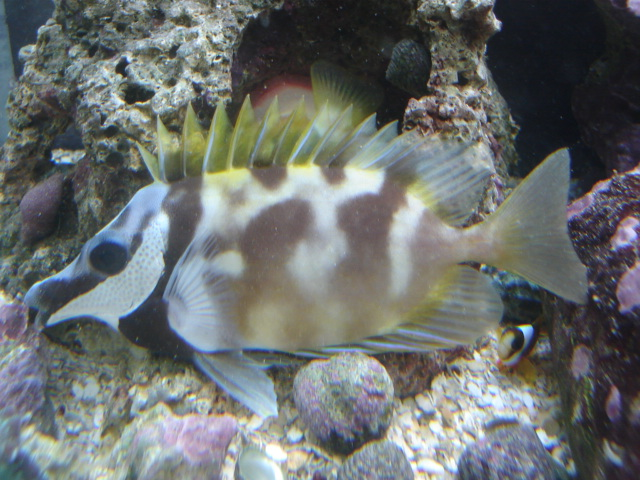

Тело, начиная от линии, проходящей от основания третьего жёсткого луча спинного плавника до анального отверстия, ярко-жёлтого цвета. Голова и передняя часть тела белые. От основания первого колючего луча спинного плавника через глаз до окончания рыла проходит тёмно-шоколадно-коричневая полоса. Такого же цвета нижняя часть груди. Щёки и участок головы перед началом жёлтой области тела испещрены бледно-коричневыми точками размером с булавочную головку. Спинной, анальный и хвостовой плавники жёлтые. Два верхних луча грудных плавников шоколадного цвета, остальные лучи гиалиновые. Внешний жёсткий и мягкие лучи брюшных плавников шоколадного цвета, остальная часть — белая. В ночные часы и в стрессовых ситуациях окраска рыб становится более тусклой.
Максимальная длина тела 25 см, обычно до 20 см.

## Ареал и места обитания
Распространены в западной части Тихого океана от Тайваня до Индонезии и далее на юг до Австралии и Новой Каледонии. Встречаются у берегов тихоокеанских островов (Маршалловы острова, острова Гилберта, Кирибати).
Обитают на коралловых рифах вблизи дна, преимущественно среди мадрепоровых кораллов (семейство Acroporidae). Молодь держится большими стаями на мелководных рифовых отмелях, но после достижения длины 10 см рыбы начинают жить парами. Взрослые особи перемещаются в более глубокие участки и встречаются на глубине до 30 м. Питаются водорослями, растущими на мёртвых основаниях кораллов.